# تلمبه علامیر
تلمبه علامیر یک منطقهٔ مسکونی در ایران است که در دهستان کوه‌پنج واقع شده‌است.